# Волчеягодник обыкновенный
Волчея́годник обыкнове́нный, или Волчеягодник смерте́льный, или Во́лчник обыкновенный, или Во́лчье лы́ко, или Во́лчьи я́годы, или Плохо́вец, или Пухля́к (лат. Dáphne mezéreum) — вид растений рода Волчеягодник семейства Волчниковые (Thymelaeaceae).
В средней полосе России цветёт раньше большинства кустарников.

## Название
Огромный список русских народных названий волчеягодника обыкновенного приводят Лавреновы в «Энциклопедии лекарственных растений»: безпятая трава, болтовник, боровой перец, бронец, великанов цвет, волчеягодник, волчий перец, волчий плющ, волчник, волчья ягода, грудная трава, детородин, дикий перец, долиха, колесница, конопель лесная, короста, куманица, лавруша, лизун, любка, отдышная трава, отмычная трава, пескарник, плакун, подрезная трава, пригриз, пупник, пуповная трава, пухляк, самоправа, свербежная трава, свербежница, сивец, синюк, синяк, табак лесной, трава, чертов корень, язычник лесной, чертов огрызок, чертова борода, чертогрыз, ягодки, язык коровий, язычник, яловень боровой.

## Ботаническое описание

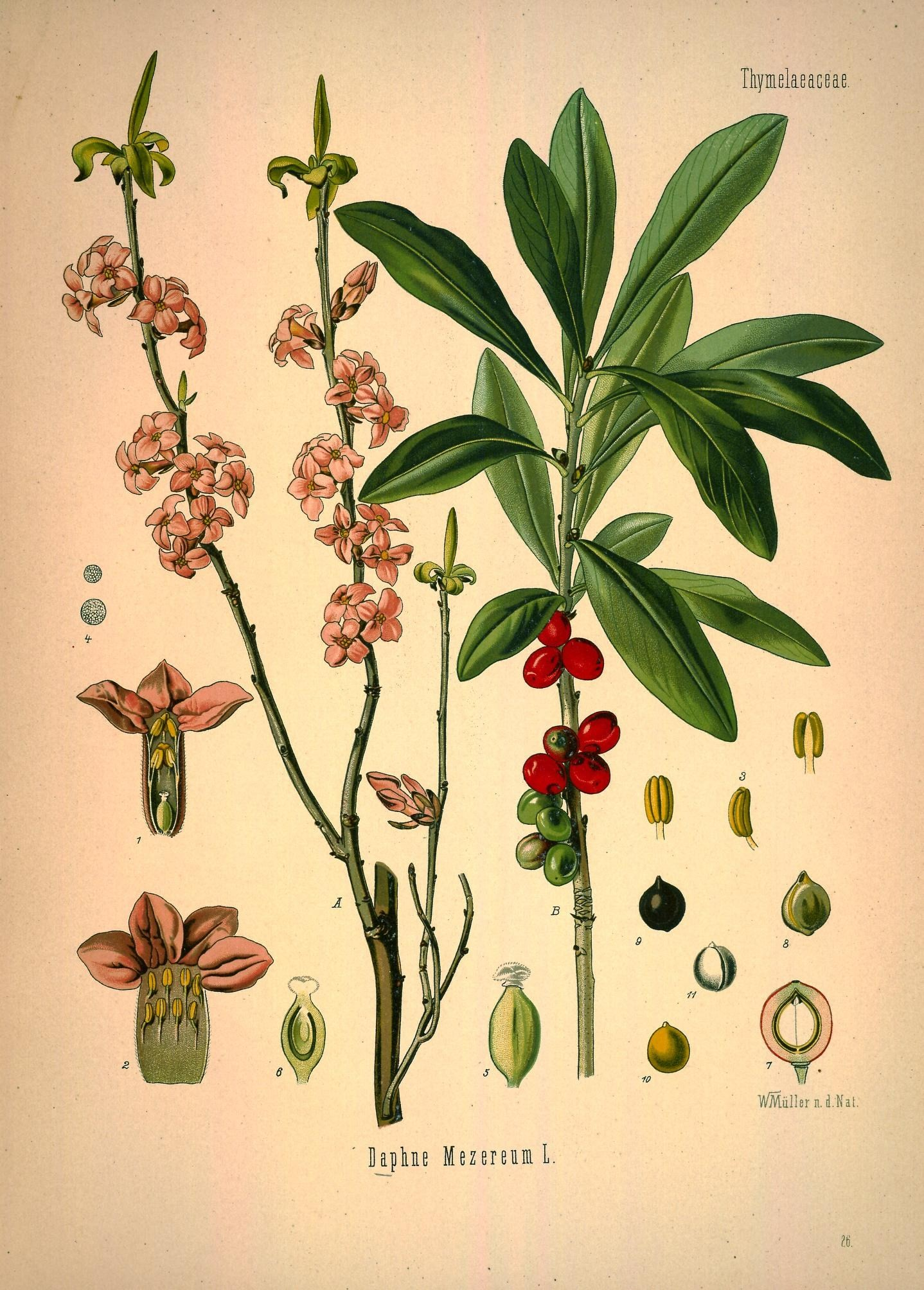

Волчеягодник обыкновенный — листопадный маловетвистый кустарник высотой до 1,2 м с крепким стволиком и ветвями, безлистными в нижней части. Корневая система поверхностная. Старые побеги покрыты желтовато-серой морщинистой корой, при основании безлистые, выше — со следами опавших листьев; молодые побеги коротко прижато-опушённые.
Почки очерёдные с многочисленными спирально расположенными чешуйками, имеющими ясно заметную кайму, конечные — до 5—7 мм длины, боковые — мельче. Листья очерёдные, тёмно-зелёные, узкие, лоснящиеся сверху и сизоватые снизу, по краям реснитчатые, продолговатые обратноланцетные, сближенные, расположены на концах побегов на коротких черешках, простые, цельнокрайные, 3—8 см длины и 1—2 см ширины.
Цветки обоеполые, большей частью розовые, реже белые (разновидность Daphne mezereum var. album) и других оттенков, душистые, медоносные, обычно сидящие пучками по два — три — пять или поодиночке на голых побегах в пазухах прошлогодних опавших листьев. Околоцветник простой, четырёхраздельный, 1—1,5 см в диаметре, трубчатый, гвоздевидный, образован сросшимися лепестковидными чашелистиками. Пыльники расположены в два ряда при входе в трубку околоцветника. Трубка 6—8 см длины, снаружи прижато-волосистая, доли отгиба яйцевидные, в 1,5 раза короче трубки. Венчик четырёхлепестный. Тычинок восемь, сидящих на трубке близ зева друг над другом по четыре. Завязь верхняя одногнёздная, рыльце головчатое, почти сидячее; ножку завязи в виде кольца охватывают подпестичные чешуйки. Цветёт ранней весной (апрель — начало мая) до распускания листьев (или одновременно с ними). Является самым раннецветущим кустарниковым растением для средней полосы России.
Опыляется насекомыми. Яркие цветки, появляющиеся в лесу до распускания листьев у деревьев, привлекают внимание опылителей, среди которых в основном пчёлы, реже наездники и бабочки. Насекомых привлекает также нектар, выделяющийся в основании завязи. Цветки обладают протогинией. Когда хоботок насекомого проникает в трубку околоцветника, пыльца с пыльников, окружающих трубку, не прилипает к нему, так как не обладает липкостью. Далее хоботок касается рыльца, расположенного значительно ниже, и, наконец, нектарников. От нектара хоботок становится липким, и когда насекомое вытаскивает его, он снова соприкасается с пыльниками. На этот раз пыльца прилипает к хоботку и таким образом переносится на другой цветок.
Плоды — ярко-красные овальные сочные костянки размером с косточку вишни с шаровидными блестящими семенами. Косточка тёмно-бурая, блестящая, широкоовальная, 5—6 мм длины. Плодоносит в конце июля — августе. В 1 кг насчитывают 4 тысячи костянок, или 33 тысячи семян. Вес одной костянки составляет 0,3 ± 0,04 г. Зародыш занимает почти всё семя, эндосперм полностью или почти полностью отсутствует, запасающую функцию выполняют семядоли.
Диплоидное число хромосом 2n = 18.
Все части растения, особенно плоды, содержат остро-жгучий ядовитый сок.

## Распространение и среда обитания
Встречается почти по всей Европе, в Закавказье (Армения, Азербайджан), а также на севере Ирана.
В России растёт по всей лесной зоне — на севере европейской части России (включая арктический регион и Северный Кавказ (Дагестан)), в Западной Сибири (по границе с лесостепью; на восток заходит до Байкала).
Растёт чаще в подлеске темнохвойных и смешанных лесов, реже в широколиственных лесах лесостепи. В южных районах — в субальпийском поясе гор. Хорошо разрастается и ветвится при лёгком осветлении.
Как заносное, растение натурализовалось повсюду в зоне умеренного климата.
Описан из Европы (habitat in Europæ borealis sylvis). Тип — в Лондоне.
|                                                                               |  |  |  |
| Слева направо: побеги с цветками; цветки (увеличено); листья; побег с плодами |  |  |  |

## Хозяйственное значение и применение
Изредка разводится в садах как декоративное растение, примечательное ранним цветением весной и яркими плодами осенью. Из-за ядовитости растения применение его в декоративных целях ограничено. В литературе приводятся две садовые формы: Daphne mezereum f. variegata с пёстрыми листьями и Daphne mezereum f. autumnalls, которая примечательна тем, что цветёт поздно осенью (в ноябре и декабре) и обладает не розовыми, а лиловыми цветками.
Посещается пчёлами для сбора нектара и пыльцы.
Применяется в народной медицине, а также в гомеопатии, в этом качестве фигурирует в «Каноне врачебной науки» Авиценны.
Народное поверье гласит: «Кто ест волчажник (ягоды), тот заболеет, так как в брюхе будет от ягоды расти куст».
«Словарь Академии Российской» указывает на следующее применение плодов:
 Кустикъ нарочитой величины вѣтвистый, одѣтый свѣтлосѣрою, мягкою; гладкою корою; листы копіевидные, опадающіе, прежде коихъ на развилинахъ во кругъ сѣтокъ выходятъ цвѣтки пучками на весьма коротенькихъ стебелькахъ, четверораздѣльные, алые, изъ коихъ родятся ягоды овальные, красныя, величиною съ горошину, содержащія въ себѣ сѣмя хрупкою скорлупою покрытое; ядро шарообразное, на две части распадающееся, бѣлое, собственною кожицею обтянутое. Ростетъ и здѣсь въ лѣсахъ мокрыхъ тѣнистыхъ. Кора сего деревца натягиваетъ пузыри на кожѣ человѣческой; ягодами натираютъ крестьянскія дѣвки себѣ щоки, отъ чего онѣ надуваются и рдѣютъ».
На использование растения в народной медицине указывал Петер Симон Паллас в книге «Путешествие по разным провинциям Российского государства» (1776).
Применение растения для медицинских целей запрещено. В научной медицине кора и препараты из неё, а также и ягоды, употребляли почти исключительно как наружное в качестве кожных раздражителей и нарывных средств. Для врачебных целей кору заготовляли в январе — феврале, сдирая её лентами, и сушили внутренней поверхностью наружу. Ягоды собирали вполне зрелыми и высушивали.
Волчеягодник обыкновенный применяется в гомеопатии в виде эссенции из свежей коры, собранной перед цветением растения.
Луб с ветвей употреблялся иногда на плетение женских шляпок и других мелких изделий.
На острове Хоккайдо сок растения использовался айнами для смачивания острия гарпунов при охоте на моржей[уточнить].

### Ядовитые органы
Сильно ядовиты листья, цветки, плоды.

### Химический состав и механизм токсического действия
Содержит дитерпеноиды (дафнетоксин, мезереин), кумарины (дафнин, дафнетин и др.). Мезереин ({\displaystyle {\ce {C38H38O10}}}) относящийся к дитерпеноидным ортоэфирам, представляет действующее начало волчеягодника и содержится во всех частях растения, оказывает сильное местно-раздражающее действие на кожу (вызывает красноту и волдыри) и слизистые (вызывает жжение и расстройство желудка). Дафнин и другие гидрооксикумарины относятся к группе антивитаминов K и могут вызвать повышенную кровоточивость. Мезереин проявляет мутагенные свойства.
В составе ягод, кроме того, найдены: жирное масло (31 %), следы эфирного масла, воск, камедь, горькое красящее и белковое вещества, минеральные соли и подобное дафнину вещество коккогнин ({\displaystyle {\ce {C10H28O4}}}).

### Картина отравления
Отравление наступает при поедании ягод (часто детьми), жевании коры, а также при контакте кожи с влажной корой или при попадании на неё сока растений (дерматиты).

## Таксономия

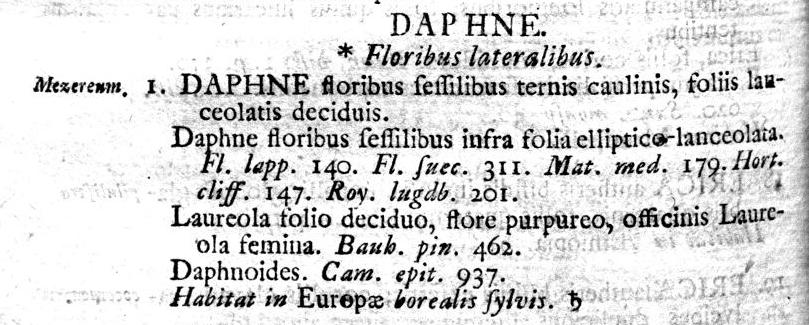
Описание волчеягодника обыкновенного в книге К. Линнея Species plantarum, 1753, Т. I, С. 356.
Видовой эпитет mezereum вынесен на поля страницы слева от текста

Daphne mezereum L. Species Plantarum 1: 356. 1753.

### Классификация
|  |                  |  |                     |                          |                       |  | ещё 45 порядков покрытосеменных (согласно Системе APG II) | ещё 45 порядков покрытосеменных (согласно Системе APG II) |                                           |  |  |  | ещё 58 родов | ещё 58 родов                  |  |  |
|  |                  |  |                     |                          |                       |  | ещё 45 порядков покрытосеменных (согласно Системе APG II) | ещё 45 порядков покрытосеменных (согласно Системе APG II) |                                           |  |  |  | ещё 58 родов | ещё 58 родов                  |  |  |
|  |                  |  |                     | отдел Цветковые растения |                       |  |                                                           |                                                           | семейство Волчниковые                     |  |  |  |              | вид Волчеягодник обыкновенный |  |  |
|  |                  |  |                     | отдел Цветковые растения |                       |  |                                                           |                                                           | семейство Волчниковые                     |  |  |  |              | вид Волчеягодник обыкновенный |  |  |
|  | царство Растения |  |                     |                          | порядок Мальвоцветные |  |                                                           |                                                           | род Волчеягодник                          |  |  |  |              |                               |  |  |
|  | царство Растения |  |                     |                          |                       |  |                                                           |                                                           |                                           |  |  |  |              |                               |  |  |
|  |                  |  | ещё около 21 отдела | ещё около 21 отдела      |                       |  |                                                           | ещё 10 семейств (согласно Системе APG II)                 | ещё 10 семейств (согласно Системе APG II) |  |  |  | ещё 92 вида  |                               |  |  |
|  |                  |  |                     | ещё около 21 отдела      |                       |  |                                                           |                                                           | ещё 10 семейств (согласно Системе APG II) |  |  |  |              |                               |  |  |

### Синонимы
Согласно данным «Tropicos»: 
- Daphne albiflora J.W.Wolf
- Daphne florida Salisb.
- Daphne houtteana Lindl. & Paxton
- Daphne lateriflora Raf.
- Daphne liottardi Vill.
- Mezereum officinarum C.A.Mey.
- Thymelaea mezereum (L.) Scop.
- Thymelaea praecox Gilib.

### Внутривидовые таксоны
Автоним Daphne mezereum subsp. mezereum.
- Гомотипные синонимы:
  - Daphne florida Salisb., nom. illeg.
  - Daphne mezereum var. typica Beck
  - Mezereum officinarum C.A.Mey.
  - Thymelaea mezereum (L.) Scop.
- Гетеротипные синонимы:
  - Daphne mezereum f. alba (Aiton) Scheele
  - Daphne mezereum var. albaplena Rehder
  - Daphne mezereum var. albida Meisn.
  - Daphne mezereum var. alba Aiton
  - Daphne mezereum var. grandiflora Dippel
  - Daphne mezereum var. rubra Aiton

Единственный подвид Daphne mezereum subsp. rechingeri (Wendelbo) Halda, 2001. Базионим Daphne rechingeri Wendelbo, 1960.

### Гибрид
Е. Г. Победимова во «Флоре СССР» (1949) высказала мнение, что под именем Daphne houtteana Lindl. описан гибрид между Daphne laureola L. и Daphne mezereum. От волчеягодника обыкновенного этот гибрид отличается развитием цветков одновременно с листьями; листьями ланцетными, заострёнными на вершине, почти кожистыми, фиолетово-лиловой окраской цветков и маленькими вильчатыми цветоножками, остающимися после опадения плодов.

## В художественной литературе
Волчье лыко упоминает в «Записках ружейного охотника Оренбургской губернии» С. Т. Аксаков, причисляя его к чернолесью вместе с «породами кустов, которые также теряют зимой свои листья».
Упоминается кустарник в «Кладовой солнца» М. М. Пришвина и других его произведениях. В книге «Лесная капель» писатель посвятил ему отдельную миниатюру:

А из-под низу сквозь этот слой выбилось на свет, на свою вольную волюшку волчье лыко и сейчас расцвело маленькими малиновыми цветочками. Стебелёк у этого самого первого весеннего цветка и вправду такой же крепкий, как лыко, и ещё крепче: волчье лыко. Без ножа оторвать цветок от земли почти невозможно, и, пожалуй, этого и не надобно делать: цветок волчьего лыка издали пахнет чудесно, как гиацинт, но стоит его поднести к носу поближе, то запахнет так худо, хуже, чем волком. Смотрю на него сейчас и дивлюсь и по нём вспоминаю некоторых знакомых людей: издали очень хороши, а подойдёшь поближе — запахнут, как волки.— М. М. Пришвин. Волчье лыко
Одноимённые лирические миниатюры посвятили волчьему лыку И. С. Соколов-Микитов:

Приходилось ли вам видеть это сказочное, ещё без листьев, маленькое деревце, сплошь покрытое цветами?
Идёшь ранней весною на глухариный ток и вдруг остановишься. У самой канавы, наполненной вешней водою, пышно цветёт крошечное деревце. Ещё не распустился лес, не все прилетели певчие птицы, прошлогодней опавшей листвою покрыта едва пробудившаяся земля. Лишь кое-где появляются подснежники. А это чудесное деревце всё в цвету!

Долго любуешься на сказочное деревце, покрытое розовато-лиловыми, как бы из воска вылепленными крохотными цветами…— И. С. Соколов-Микитов. Волчье лыко
и Н. И. Сладков:

До того ягоды хороши — сами в рот так и просятся! Но об этом даже и думать нельзя: ягоды ядовиты! У всех красных ягод — земляники, малины, брусники — красный цвет как яркий фантик на вкусной конфетке: съешьте нас! А у этих как стоп-сигнал: не пробуйте, не прикасайтесь! Мы волчьи ягоды с ядовитого волчьего лыка!— Н. И. Сладков. Волчье лыко

## В изобразительном искусстве
| |  |  |  |
| П. Ж. Редуте. Из книги Traité des arbres et arbustes que l'on cultive en France en pleine terre А. Дюамеля дю Монсо, 1801—1819; Из книги К. А. М. Линдмана Bilder ur Nordens Flora, 1917—1926; А. Маскле. Из книги Atlas des plantes de France, 1891; Якоб Штурм. Из книги Deutschlands Flora in Abbildungen, 1796 |  |  |  |

| |  |  |  |
| Из книги Яна Копса Flora Batava, 1800—1934; Из книги О. В. Томе Flora von Deutschland, Österreich und der Schweiz, 1885; Из книги И. И. Книпхофа Botanica in originali pharmacevtica, 1733; Гравюра на меди И. Д. Райттера и Г. Ф. Абеля из книги Ф. фон Бургсдорфа Abbildung Der Hundert Deutschen Wilden Holz-Arten Nach Dem Numern-Verzeichnis, 1790–1794 |  |  |  |

## Комментарии
1. ↑  В статье «Волк» словаря В. И. Даля указаны также диалектные именования: волчий лаврик, волчий перец, воронья ягода, натягач, родимец, вороний глаз. А. В. Цингер приводит также пережуй-лычко[5]
2. ↑  Ныне Daphne × houtteana Lindl. & Paxton.